# Siegfried Freiberg
Siegfried Freiberg (* 18. Mai 1901 in Wien; † 5. Juni 1985 in Veghel) war ein österreichischer Schriftsteller und Bibliothekar.

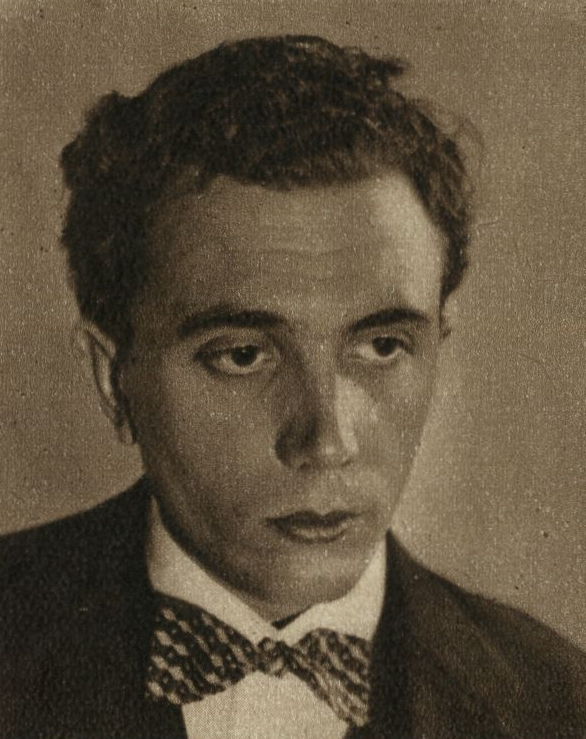
Aufnahme von Ludwig Schwab (1935)

## Leben und Wirken
Nach der Matura studierte Siegfried Freiberg an der Universität Wien Germanistik, Geschichte und Kunstgeschichte und promovierte dort 1925 zum Dr. phil. Anschließend arbeitete er 1926–1947 als Bibliothekar an der Hochschule für Welthandel.
In der Zeit des Austrofaschismus war Freiberg einer der Vorzeigeschriftsteller der Diktatur. Er wirkte bei der Gründung der Österreichischen Schrifttumskammer im Herbst 1936 mit. Zudem war Freiberg Vortragender in der dem Kulturreferat der Vaterländischen Front (VF) unterstehenden, 1936 gegründeten Organisation Neues Leben, die zur Lenkung der Freizeitgestaltung dienen sollten – so wie die italienische Opera Nazionale Dopolavoro und die deutsche Kraft durch Freude (KdF).
Er war allerdings auch Mitglied im 1936 gegründeten Bund deutscher Schriftsteller Österreichs (BdSÖ), der intensiv an der Eingliederung Österreichs ins Deutsche Reich arbeitete. Als solcher war er Beiträger zu dem vom BdSÖ 1938 im Wiener Krystall-Verlag publizierten Bekenntnisbuch österreichischer Dichter, in dem die Autoren begeistert den „Anschluss Österreichs“ begrüßten. Kurz vor dem Zweiten Weltkrieg richtete er zusammen mit einer Gruppe österreichischer Schriftsteller eine Huldigung an Adolf Hitler. Am 21. Februar 1940 beantragte er die Aufnahme in die NSDAP und wurde zum 1. Juni desselben Jahres aufgenommen (Mitgliedsnummer 7.680.974).
Nach dem Zweiten Weltkrieg wechselte Freiberg 1947 an die Akademie der bildenden Künste Wien, wo er 1950–1964 Bibliotheksdirektor war. Er war Mitglied der Innviertler Künstlergilde und betätigte sich noch jahrelang als Schriftsteller. Trotz seiner Verstrickungen mit den Regimen des Austrofaschismus und des Nationalsozialismus wurde er mehrfach geehrt und ausgezeichnet.

## Auszeichnungen
- 1943 Volksstückpreis der Stadt Wien
- 1954 Jubiläumspreis der Wiener Zeitung
- 1972 Ehrenmedaille der Bundeshauptstadt Wien in Silber
- 1976 Österreichisches Ehrenkreuz für Wissenschaft und Kunst I. Klasse
- In Wiener Neustadt ist die Siegfried-Freiberg-Gasse nach ihm benannt.

## Werke
Die Schriften Freibergs waren von Rainer Maria Rilke beeinflusste Gedichte (Elegien und Oden, 1935). Seine ersten Romane (Salz und Brot, 1935; Die harte Freude, 1938) machten ihn bekannt. Er ist auch Autor von Dramen, Hörspielen, Essays und Reisebüchern.
- Elegien und Oden. Wien: Gerold, 1935.
- Die harte Freude. Salzburg / Leipzig: Pustet, 1938.
- Die Liebe, die nicht brennt. Wien: Luser, 1940.
- Nebuk, eine Storchengeschichte. Wien: Wiener Verlagsgesellschaft, 1942.
- Vom Morgen zum Abend. Wien: Wiener Verlag, 1943.
- Wo der Engel stehen sollte... Gleichnis und Bericht. Wien: Bauer, 1948.
- Geborgenheit. Wien / Köln: Amandus-Verlag, 1960.
- Salz und Brot. Wien: Zsolnay, 1965.
- Gesetz im Feuer. Wien: Schendl, 1968.
- Zwischenspiel am See. Graz: Leykam, 1971.
- Zwischen Freiheit und Jenseits. Wien: Österreichische Verlagsanstalt, 1973.